# Last Days
Last Days es una película estadounidense de 2005 dirigida por Gus Van Sant, relato ficticio sobre los últimos días del líder de Nirvana, Kurt Cobain. El actor Michael Pitt interpreta el personaje de Blake, inspirado en Kurt Cobain. Además, la película cuenta con apariciones de Kim Gordon (integrante de Sonic Youth y amiga cercana de Cobain), Lukas Haas, Asia Argento, y Thadeus A. Thomas. El autor y amigo de Van Sant Harmony Korine aparece en una breve escena en un club, haciendo un papel similar al que interpretó en Kids.
El largometraje fue producido por HBO Films y se estrenó el 13 de mayo de 2005 en el Festival de Cannes, donde recibió el premio técnico.

## Argumento
Blake (Michael Pitt) es un artista introspectivo que está cediendo bajo el peso de la fama, las obligaciones profesionales y con un sentimiento creciente de aislamiento.
Empequeñeciendo por imponentes árboles, Blake lentamente se abre paso a través de bosques densos. Camina por un terraplén hacia un manantial fresco y despejado para nadar un poco. A la mañana siguiente vuelve a su casa, una elegante, si bien descuidada, mansión de piedra. Muchas personas lo buscan: sus amigos, sus directivos y sello discográfico, incluso un detective privado, pero él no quiere que lo encuentren. 
En la bruma de sus últimas horas, Blake pasará la mayor parte de su tiempo solo, evitando a las personas que viven en su casa, que se le acercan solo cuando quieren algo, ya sea dinero o ayuda con una canción. Se esconde de un amigo preocupado. Recibe la visita de un extraño desde el departamento de ventas de Páginas Amarillas, y se mete en un club de rock underground. Vaga por el bosque y luego interpreta una nueva canción, una última explosión de rock and roll. Por último, se tropieza en el invernadero contiguo a su mansión. Poco después de que sus amigos se van, mientras que mirando hacia atrás en el invernadero uno de los amigos se ve desde el coche a la cuenta de un hombre en un traje naranja. A la mañana siguiente un trabajador lo encuentra muerto. El fantasma del músico, desnudo, asciende lentamente de su cuerpo y hasta la escalera, posiblemente, al "nirvana" que le espera más arriba. Sus amigos deciden abandonar la mansión, ya que se les culpará por darle drogas a Blake. La película termina con la policía revisando el cadáver de Blake.

## Antecedentes
Van Sant había afirmado que tenía pensado este proyecto hacía casi una década. En un punto, inclusive, él quiso hacer una película biográfica de Cobain, pero esta idea no se hizo realidad temiendo que la viuda de Cobain, Courtney Love, lo demandara. Además no estaba seguro de la forma en que los fanáticos de Cobain y su familia reaccionarían a la película. Van Sant le habló varias veces a Love sobre el proyecto y le dijo que le preocupaba que la película pudiera causarle algún daño emocional. La actriz Asia Argento, que interpretaba a la esposa de Blake en la película afirmó, «Se ha dicho que yo interpreté a Courtney Love, y eso no es cierto. [...] No sé por qué la gente dice eso. Me siento apenada por ella. Ha sido demonizada y me siento triste por cualquiera que ha tenido una pérdida como esa. Pero no, yo interpreto un personaje muy estúpido.»

## Relación con otros filmes de Van Sant
Last Days es la tercera y última película de lo que el director ha llamado su "Trilogía de la muerte", que empezó con Gerry y continuó con Elephant. Una de las características similares en las tres películas es que el diálogo y la narración son mínimos, y no están conectados cronológicamente. Esta técnica es especialmente similar a Elephant, donde las escenas son repetidas desde diferentes ángulos, y comenzando en diferentes puntos en el tiempo, sin dar alguna señal que el reloj fue retrocedido en algún momento. Así como en Gerry, la atención de la cámara es frecuentemente quitada del drama principal y se enfoca en alguna situación diferente. Todas las películas se resisten a una explicación fácil, pero comparten el tema del aislamiento extremo (físico en Gerry, social en Elephant, y mental en Last Days). También puede tener una pequeña relación con Paranoid Park, película que narra la vida de un skater llamado Alex y un nuevo skatepark conocido como "Paranoid Park".

## Recepción
Last Days fue recibida con críticas mixtas a positivas, entre ellas The Village Voice y The New York Times. Actualmente la película mantiene un 57% de aprobación del sitio web Rotten Tomatoes. The Guardian dio un 5,5 que lo clasificó como "brillante". Gran parte de la recepción positiva fue a la actuación de Pitt.

## Música
Last Days además destaca dos composiciones del actor principal Michael Pitt: una canción acústica titulada "Death to Birth", un tema eléctrico llamado "That Day", y la pieza "Untitled", por el actor Lukas Haas. El personaje de Scott escucha "Venus in Furs" de Velvet Underground en la escena de la sala. En la película, Pitt escribe con su mano izquierda y toca la guitarra con la derecha.

## Localización del rodaje
La película fue filmada en Hudson Valley, región del estado de Nueva York. Sin embargo, el tratamiento hecho por el cinematógrafo Harris Savides, hace recordar la atmósfera de la región noroeste de Estados Unidos.

## Premios
| Año  | Premio             | Categoría        | Receptor(es)   | Resultado |
| ---- | ------------------ | ---------------- | -------------- | --------- |
| 2005 | Festival de Cannes | Palma de Oro     |                | Nominada  |
| 2005 | Festival de Cannes | Premio técnico   | Leslie Shatz   | Ganadora  |
| 2006 | Independent Spirit | Mejor fotografía | Harris Savides | Nominada  |